# Stor hornvallmo
Stor hornvallmo (Glaucium grandiflorum) är en vallmoväxtart som beskrevs av Pierre Edmond Boissier och Huet.. Stor hornvallmo ingår i hornvallmosläktet som ingår i familjen vallmoväxter. Arten förekommer tillfälligt i Sverige, men reproducerar sig inte.

## Underarter
Arten delas in i följande underarter:
- G. g. haussknechtii
- G. g. iranicum